# Sphenomorphus bignelli
Sphenomorphus bignelli es una especie de escincomorfos de la familia Scincidae.

## Distribución geográfica
Es endémica de las Islas Salomón.